# Tomàs Graves
Tomàs Graves (nascut el 27 de gener de 1953 a Palma, Mallorca) és un dissenyador gràfic, impresor, músic i escriptor mallorquí. És fill dels poetes Robert Graves i Beryl Graves.

## Biografia
L’any 1964 va començar els estudis a l’internat Bedales d'Anglaterra. L’any 1972 va començar disseny topogràfic al London College of Printing. El 1975 va tornar a Mallorca i va començar a treballar com a dissenyador, fotògraf i músic. El 1979 va viatjar a Nicaragua per 6 mesos per observar i documentar la Revolució Sandinista amb enregistraments i fotografies. Allà feia teatre amb el Teatre Popular Sandinista.
Es va incorporar a la banda mallorquina Pa amb Oli el 1980. Aquell mateix any va conèixer a la seva futura dona, Carmen. El 1983, Graves i Carmen varen fundar la New Seizin Press a Deià, que estigué en funcionament fins a l’any 2000. La seva filla, Rocío, va néixer el 1987. Tomàs Graves i Carmen es varen casar el 1996.
Va començar a escriure i a traduir l’any 1996. La seva primera traducció va ser Beloved Majorcans de Guy de Forestier a l'anglès, seguida de la seva pròpia obra en castellà, Un hogar en Mallorca (A Home in Majorca). Volem pa amb oli va ser traduïda a Bread and Oil i també va ser publicat en alemany (Brood en Olie). El seu primer llibre en anglès va ser Tuning Up at Dawn.

## Obra publicada
- A Home in Majorca (1998). El primer llibre de Graves, coescrit amb en Pere Joan. És un manual per a persones que s'han assentat en la Mallorca rural. Cobreix tots els aspectes de la vida mediterrània, inclosa l'arquitectura tradicional, els drets de pas, la flora i la fauna, la gestió de l'aigua. ISBN 978-8476516706

- Bread and Oil (2006). Una col·lecció de receptes i idees centrades en el pa i l'oli que formen els ingredients bàsics de la dieta mallorquina. El llibre es refereix no tan sols al menjar sinó també a la història social i la cultura. ISBN 978-1-90494-352-5

- Turning Up at Dawn (2004). Combina els records de Graves sobre el seu creixement amb el seu pare i la seva família a Mallorca i Anglaterra, la seva carrera com a músic i impressor, la cultura i la política espanyoles i el seu afecte per Espanya i, en particular per Mallorca. Tuning Up at Dawn va ser el Llibre de la Setmana de Ràdio 4 de la BBC el 2005. ISBN 978-0-00712-817-4.

Contribucions a:
- Time Out Guide to Mallorca & Menorca
- Rough Guide to the Balearics